# 蒲原正義
蒲原 正義（かもはら まさよし、1950年〈昭和25年〉5月24日 - ）は、日本の外交官、法務官僚。2013年（平成25年）8月30日からカザフスタン駐箚特命全権大使。

## 人物・経歴
東京都出身。1974年（昭和49年）東北大学法学部在学中に外務公務員採用上級試験に合格する。1975年（昭和50年）東北大を卒業して、外務省に入省する。
- 1986年（昭和61年）7月 駐タイ王国大使館一等書記官
- 1989年（平成元年）1月 駐オーストリア大使館参事官
- 1993年（平成5年）3月 法務省入国管理局政策課入国管理調査官
- 1995年（平成7年）4月 法務省入国管理局総務課入国管理調整官
- 1995年（平成7年）5月 外務省大臣官房領事移住部領事移住政策課長
- 1997年（平成9年）6月 駐露公使
- 1999年（平成11年）8月 ウィーン国際機関日本政府代表部公使
- 2003年（平成15年）4月 東京入国管理局次長
- 2003年（平成15年）11月 大阪入国管理局長
- 2004年（平成16年）8月 法務省大臣官房審議官（入国管理局担当）
- 2005年（平成17年）8月 ウラジオストク総領事
- 2009年（平成21年）2月 グルジア駐箚特命全権大使[1]
- 2012年（平成24年）10月30日 査察担当大使[2]
- 2013年（平成25年）10月30日 カザフスタン駐箚特命全権大使
- 2024年（令和6年）11月3日 瑞宝中綬章受章[3]。

## 同期
- 河相周夫（12年外務事務次官・10年内閣官房副長官補）
- 別所浩郎（12年駐韓大使・10年外務審議官）
- 奥田紀宏（13年駐カナダ大使・10年駐エジプト大使・08年国連次席大使）
- 谷崎泰明（13年外務省研修所長・10年駐ベトナム大使）
- 三輪昭（14年関西担当大使・10年駐ブラジル大使・08年駐ポルトガル大使）
- 鈴木庸一（13年駐フランス大使・10年駐シンガポール大使）
- 持田繁（10年国連事務総長副特別代表）
- 門司健次郎（13年ユネスコ代表部大使・10年駐カタール大使）
- 渥美千尋（11年駐アイルランド大使・08年駐パキスタン大使）
- 山口寿男（07年駐ノルウェー大使・06年駐イラク大使）
- 岸野博之（13年駐ラオス大使・10年駐エチオピア大使）
- 水城幾雄（10年駐パナマ大使）
- 江川明夫（13年駐スロバキア大使・10年駐ザンビア大使）
- 竹内春久（13年駐シンガポール大使・11年駐沖縄担当大使・08年駐イスラエル大使）
- 西林万寿夫（13年駐ギリシャ大使・10年兼北極担当大使・12年文化交流担当大使・09年駐キューバ大使）
- 篠塚保（12年国際テロ対策・組織犯罪対策協力担当兼サイバー政策担当大使・09年駐バングラデシュ大使）
- 森元誠二（13年駐スウェーデン大使・08年駐オマーン大使）
- 小林祐武（98年外務省経済局総務参事官室課長補佐）
- 椿秀洋（12年駐ボリビア大使）
- 庄司隆一（11年駐ナイジェリア大使）
- 清水武則（11年駐モンゴル大使）
- 藤田順三（13年駐ウガンダ大使）
- 丸尾眞（12年科学技術協力担当大使・10年駐キルギス大使）
- 名井良三（13年駐アンゴラ大使）
- 福田米蔵（11年駐ジンバブエ大使）
- 大部一秋（13年駐ウルグアイ大使）